# Keggin-Struktur

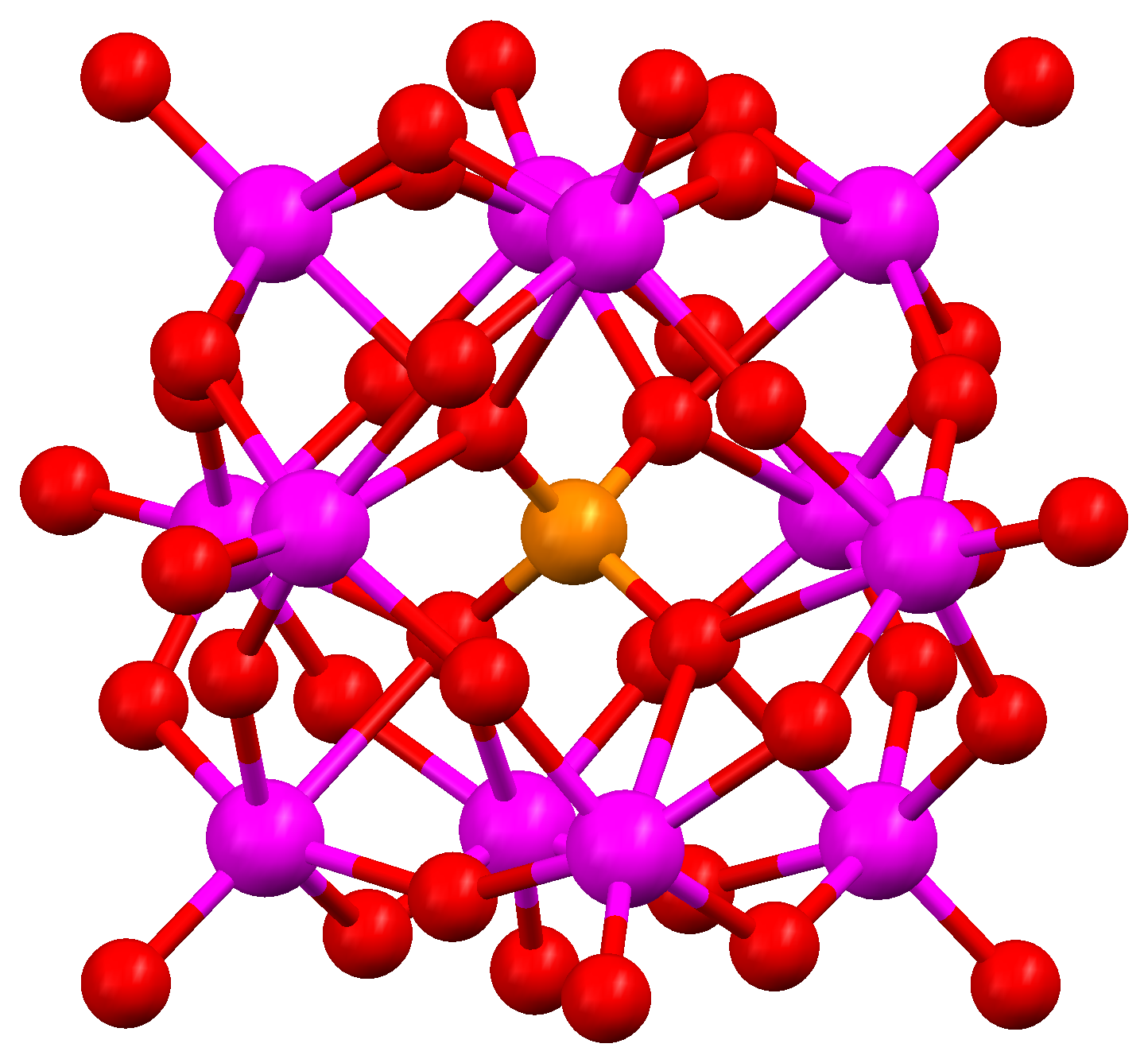
Keggin-Struktur, Kugel-Stab-Modell

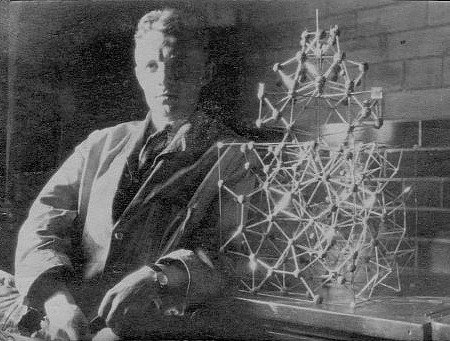
James F. Keggin, der Entdecker der Keggin-Struktur

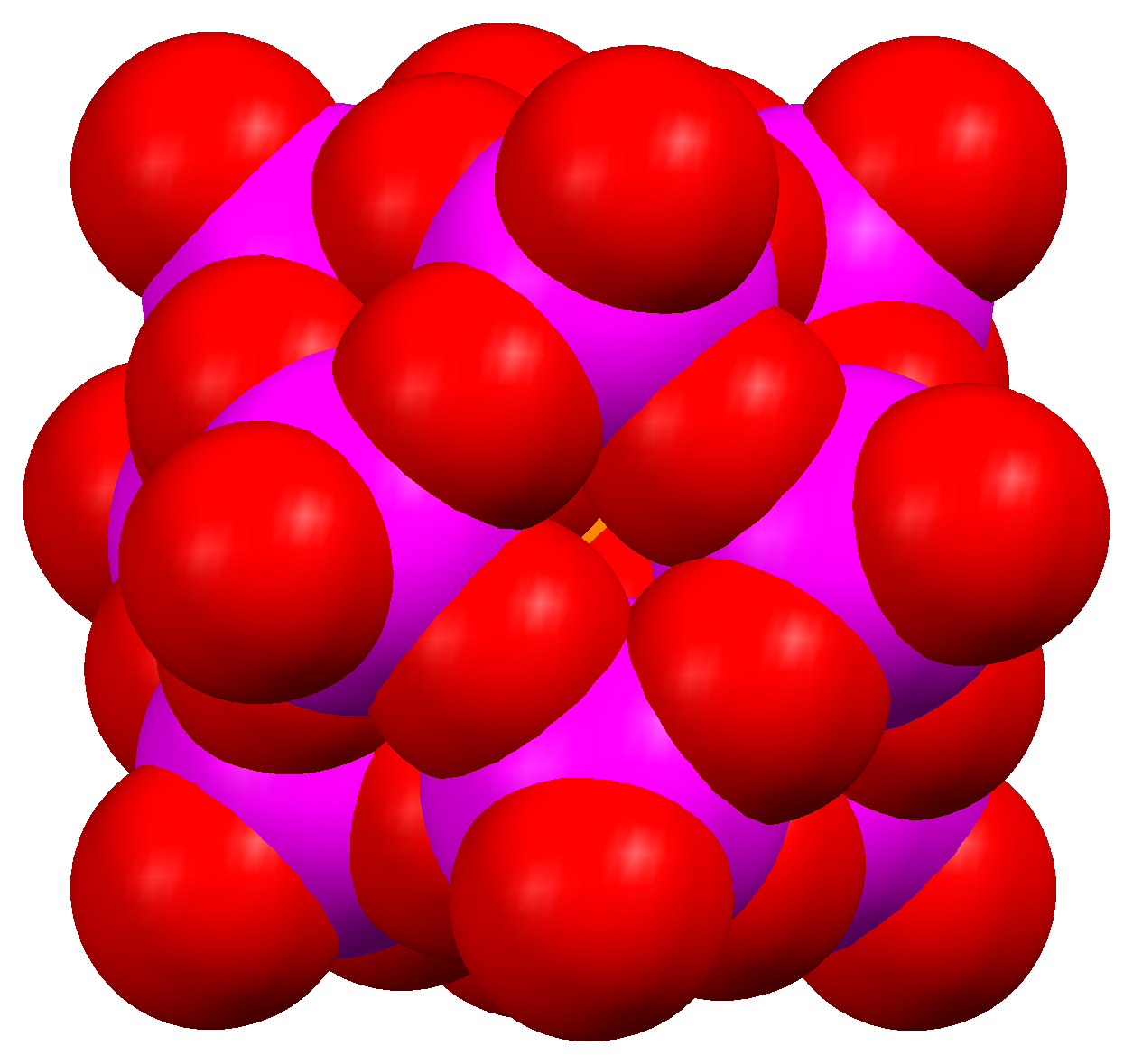
Keggin-Struktur, Kalottenmodell

Die Keggin-Struktur ist die bekannteste Strukturform für Heteropolysäuren. Es ist die Strukturform von α-Keggin-Anionen, die eine allgemeine Formel von [XM12O40]n- haben, wobei × ein Heteroatom (am häufigsten P5+, Si4+, oder B3+) und M ein Metall (Addenda-Atom, am häufigsten Molybdän oder Wolfram) ist und O steht für Sauerstoff. Die Struktur ordnet sich in saurer wässriger Lösung selbst an und ist die stabilste Struktur von Polyoxometallat-Katalysatoren.

## Geschichte
Das erste α-Keggin-Anion, Ammoniumphosphomolybdat  ((NH4)3[PMo12O40]), wurde erstmals 1826 von Berzelius beschrieben. 1892 stellte Blomstrand die Hypothese einer Ketten- oder Ringkonfiguration als Struktur von Molybdatophosphorsäure und andere Polysäuren auf. Alfred Werner versuchte, unter Verwendung der Ideen der Koordinationsverbindungen von Copaux, die Struktur der Kieselwolframsäure zu erklären. Er nahm an, dass eine zentrale Gruppe, das [SiO4]4−-Ion, von vier [RW2O6]+ umgeben ist, wobei R ein einfach positiv geladenes Ion ist. Die [RW2O6]+ sind durch primäre Valenzen mit der zentralen Gruppe verbunden. Zwei weitere R2W2O7-Gruppen sind durch sekundäre Valenzen mit der zentralen Gruppe verbunden. Dieser Vorschlag berücksichtigte die Eigenschaften der meisten Polysäuren, jedoch nicht aller.
1928 schlug Linus Pauling eine Struktur für α-Keggin-Anionen vor, die aus einem tetraedrischen Zentralion [XO4]n−8 besteht, das von zwölf WO6-Oktaedern umgeben ist. In dieser vorgeschlagenen Struktur teilten drei der Sauerstoffatome in jedem der Oktaeder Elektronen mit drei benachbarten Oktaedern. Dadurch dienen 18 Sauerstoffatome als Brückenatome zwischen den Metallatomen. Die verbleibenden Sauerstoffatome sind an Protonen gebunden. Diese Struktur erklärte viele beobachteten Eigenschaften, wie die Basizität von Alkalimetallsalzen und die hydratisierte Form einiger Salze. Die Hypothese konnte jedoch nicht die Struktur dehydrierter Säuren erklären.
James Fargher Keggin bestimmte 1934 experimentell unter Verwendung von Röntgenstrukturanalyse die Struktur von α-Keggin-Anionen. Die Keggin-Struktur berücksichtigt sowohl die hydratisierten als auch die dehydratisierten α-Keggin-Anionen, ohne dass eine signifikante Strukturänderung erforderlich ist. Die Keggin-Struktur ist die allgemein akzeptierte Struktur von α-Keggin-Anionen.

## Struktur und physikalische Eigenschaften
=
 +

Die Struktur hat eine tetraedrische Symmetrie und besteht aus einem zentralen Heteroatom, das von vier Sauerstoffatomen umgeben ist, wodurch ein Tetraeder gebildet wird. Das Tetraeder ist von 12 oktaedrische MO6-Einheiten eingeschlossen, die durch benachbarte Sauerstoffatome miteinander verbunden sind. Es gibt insgesamt 24 Brücken-Sauerstoffatome, die die 12 Addenda-Atome verbinden. Die Metallzentren in den 12 Oktaedern sind in vier M3O13-Einheiten auf einer Kugel nahezu äquidistant voneinander angeordnet, wodurch die gesamte Struktur eine tetraedrische Gesamtsymmetrie erhält. Die Bindungslänge zwischen Atomen variiert je nach Heteroatom (X) und Addenda-Atomen (M). Keggin bestimmte, dass die Bindungslänge zwischen dem Heteroatom und jedem der vier zentralen Sauerstoffatome der 12-Phosphorwolframsäure 1,5 Å beträgt. Die Bindungslänge von einem zentralen Sauerstoffatoms zu den Addenda-Atomen beträgt 2,43 Å, zwischen den Addenda-Atomen und jedem der Brücken-Sauerstoffatome 1,9 Å. Die verbleibenden 12 Sauerstoffatome, die jeweils doppelt an ein Addenda-Atom gebunden sind, haben eine Bindungslänge von 1,70 Å. Die Oktaeder sind daher verzerrt. Diese Struktur ermöglicht es dem Molekül, ohne signifikante strukturelle Änderungen zu hydratisieren und zu dehydratisieren, und das Molekül ist im festen Zustand thermisch stabil, um in Dampfphasenreaktionen bei hohen Temperaturen (400–500 °C) verwendet zu werden.

### Isomerie
Einschließlich der ursprünglichen Keggin-Struktur gibt es 5 Isomere, die mit den Präfixen α-, β-, γ-, δ- und ε- gekennzeichnet werden. Die ursprüngliche Keggin-Struktur wird als α- bezeichnet. Diese Isomere werden manchmal auch als Baker-, Baker-Figgis- oder Rotationsisomere bezeichnet. Sie beinhalten unterschiedliche rotationelle Orientierungen der Mo3O13-Einheiten, was die Symmetrie der Gesamtstruktur im Vergleich zur α-Keggin-Struktur verringert.

### Lückenhafte Keggin-Strukturen
Ionen, denen ein Fragment fehlt, werden manchmal als Defektstrukturen bezeichnet. Beispiele sind (XM11O39)n− und (XM9O34)n−, die durch das Entfernen von Mo- und O-Atome aus der Keggin-Struktur gebildet werden, wodurch 1 oder 3 benachbarte MO6-Oktaeder eliminiert werden. Die Dawson-Struktur X2M18O62n− besteht aus zwei Keggin-Fragmenten, bei denen 3 Oktaeder fehlen.

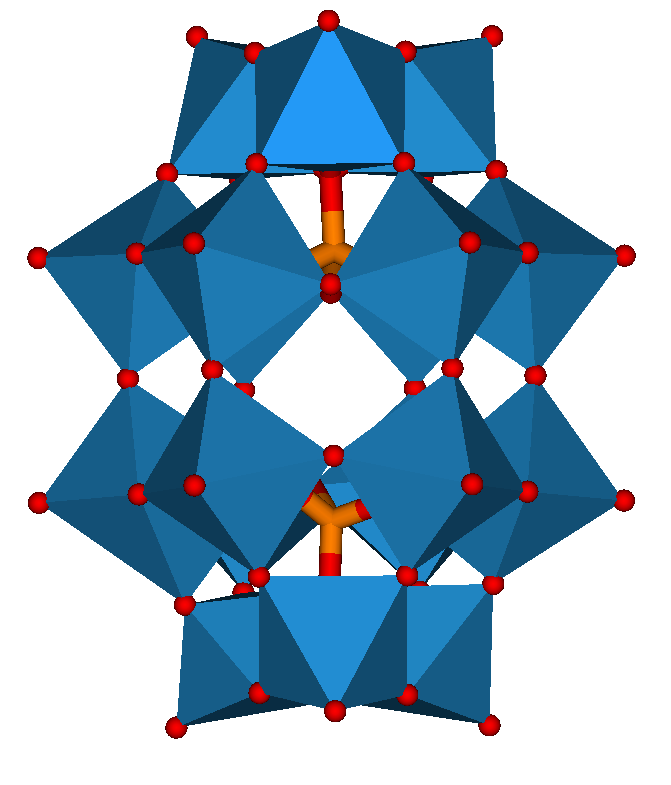
Dawson-Struktur

### Kationen der Gruppe 13 mit der Keggin-Struktur
Das Clusterkation (Al13O4(OH)24(H2O)12)7+ hat eine Keggin-Struktur mit einem Aluminium-Atom im Zentrum, das an 4 Sauerstoffatome gebunden ist. Dies verdeutlicht die folgende Summenformel: (AlO4Al12(OH)24(H2O)12)7+. Dieses Ion wird allgemein als Al13-Ion bezeichnet. Zudem gibt es ein Ga13-Analogon, eine ungewöhnliche ionische Verbindung, die aus einem Al13-Kation und einem Keggin-Polyoxoanion besteht.

### Das Eisen-Keggin-Ion
Aufgrund der ähnlichen Eigenschaften in wässrigen Lösungen von Aluminium und Eisen wurde lange angenommen, dass ein analoges Eisenpolykation aus Wasser isolierbar sein sollte. Darüber hinaus wurde 2007 die Struktur von Ferrihydrit bestimmt und bewiesen, dass es aus Eisen-Keggin-Ionen besteht. Dies regte Wissenschaftler an, das Eisen-Keggin-Ion zu isolieren. Im Jahr 2015 wurde das Eisen-Keggin-Ion aus Wasser isoliert, jedoch als Polyanion mit einer Ladung von −17. Eisengebundenes Wasser ist sehr sauer; Daher ist es schwierig, die intermediäre Keggin-Ionenform ohne sperrige und nicht protische Liganden anstelle des im Aluminium-Keggin-Ion enthaltenen Wassers zu isolieren. Wichtiger bei dieser Synthese waren jedoch die Bismut-Gegenionen (Bi3+), die durch ihre hohe positive Ladung die hohe negative Ladung des heptadekavalenten (−17) Polyanions stabilisierten.

## Chemische Eigenschaften
Durch die Stabilität der Keggin-Struktur können die Metalle im Anion leicht reduziert werden. Abhängig vom Lösungsmittel, der Acidität der Lösung und der Ladung des α-Keggin-Anions kann es in Ein- oder Mehrelektronenschritten reversibel reduziert werden. Einige Anionen wie Kieselwolframsäure sind so starke Säuren wie Schwefelsäure und können an ihrer Stelle als Säurekatalysator verwendet werden.

## Darstellung
Im Allgemeinen werden α-Keggin-Anionen in sauren Lösungen synthetisiert. Beispielsweise wird 12-Wolframatophosphorsäure durch Kondensation von Phosphationen mit Wolframationen gebildet. Die entstandene Heteropolysäure hat die Keggin-Struktur.
PO43− + 12 WO42− + 27 H+ → H3PW12O40 + 12 H2O

## Verwendung
α-Keggin-Anionen wurden als Katalysatoren in den folgenden Reaktionen verwendet: Hydratisierungs-, Polymerisations- und Oxidationsreaktionen. Japanische Chemieunternehmen haben die Verwendung der Verbindungen bei der Hydratisierung von Propen, Isobuten und n-Buten, der Oxidation von Methacrolein und der Polymerisation von THF kommerzialisiert.

## Zulieferer
12-Phosphorwolframsäure, die von J. F. Keggin zur Bestimmung der Struktur verwendete Verbindung, kann im Handel gekauft werden. Andere Verbindungen, die das α-Keggin-Anion enthalten, wie Silikonwolframatsäure und Molybdatophosphorsäure, sind ebenfalls im Handel erhältlich bei Aldrich Chemicals, Fisher Chemicals, Alfa Aesar, VWR Chemical, American Elements usw.